# Santos-Dumont Demoiselle
O Santos-Dumont Demoiselle (em francês: "Donzela" ou "Libélula") foi uma série de aeronaves leves projetadas e construídas pelo pioneiro da aviação brasileiro Alberto Santos-Dumont. Desenvolvidos entre 1907 e 1909, os Demoiselle são considerados os primeiros ultraleves do mundo e representam um marco na história da aviação por seu design inovador, baixo custo e, crucialmente, por serem as primeiras aeronaves cujos planos foram disponibilizados gratuitamente ao público.
A filosofia de Santos-Dumont de "ciência aberta" permitiu que centenas de entusiastas na Europa e nos Estados Unidos construíssem suas próprias aeronaves, acelerando a popularização do voo. O modelo Nº 20, em particular, foi produzido em série pela empresa francesa Clément-Bayard, tornando-se o primeiro avião do mundo a ser fabricado em escala comercial. Sua combinação de leveza, velocidade e simplicidade estrutural o tornou um dos aviões mais icônicos da Belle Époque.

## Filosofia e contexto histórico

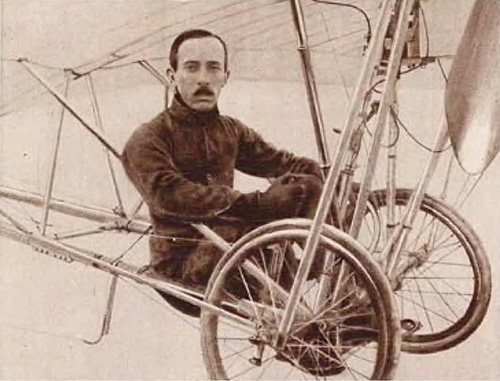
Dumont a bordo do Demoiselle Nº 20. O piloto sentava-se abaixo da asa, diretamente na estrutura, para maximizar a conexão com a máquina.

Após a conquista do voo com o 14-bis em 1906, Santos-Dumont voltou-se para um novo desafio: criar uma aeronave que não fosse apenas uma máquina experimental, mas um meio de transporte pessoal, acessível e fácil de pilotar. Em suas memórias, ele expressou seu desejo de democratizar os céus: "Não trabalhei para a glória de meu nome, nem para a riqueza. [...] Pus tudo em domínio público. Acho que é o meu dever para com a Humanidade".
Este ideal contrastava fortemente com a abordagem de outros pioneiros, como os Irmãos Wright, que mantinham suas tecnologias sob estrito segredo e patentes. O Demoiselle nasceu nesse contexto, como a materialização da visão de Santos-Dumont de um "cavalo aéreo" para todos. O nome Demoiselle ou Libellule (libélula, em francês) foi inspirado na aparência graciosa, leve e frágil da aeronave.
O projeto evoluiu rapidamente, refletindo o método de trabalho empírico de Santos-Dumont: projetar, construir, testar, modificar. Cada novo número de série representava um avanço, seja no motor, na estrutura ou nos controles, numa busca incessante pela combinação ideal de leveza, potência e estabilidade.

## Design e análise técnica
O Demoiselle foi uma obra-prima de minimalismo e eficiência estrutural. Santos-Dumont aplicou seus conhecimentos de construção de dirigíveis, utilizando materiais leves e resistentes para criar uma fuselagem robusta com o mínimo de peso.

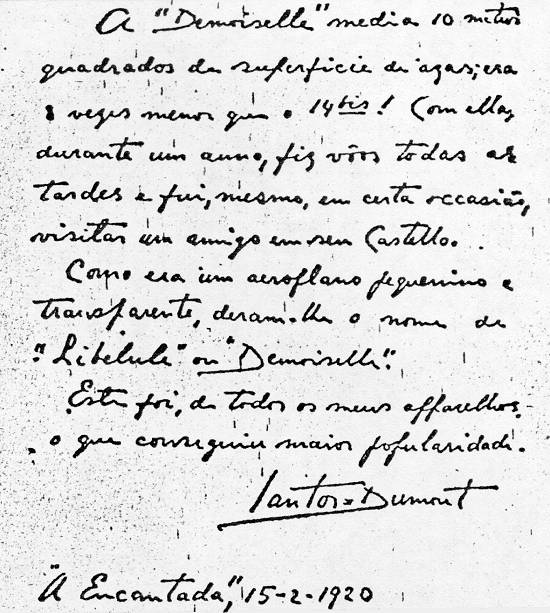
Esboço e descrição do Demoiselle em uma carta de Santos-Dumont, escrita em Petrópolis. O desenho destaca a estrutura de bambu e a posição do piloto.

### Estrutura e materiais
A fuselagem dos modelos mais avançados (a partir do Nº 20) consistia em uma treliça triangular de três longarinas principais feitas de bambu, unidas por espaçadores de aço. O bambu foi uma escolha genial devido à sua excepcional relação resistência-peso, superando muitos tipos de madeira e até mesmo algumas ligas de aço da época. As asas eram construídas com longarinas de freixo (ash) e nervuras de bambu, todas estaiadas com fios de aço tipo "corda de piano". A estrutura era então coberta com seda japonesa, que era esticada e envernizada para se tornar impermeável e criar um aerofólio funcional. O piloto sentava-se em uma lona esticada entre as longarinas inferiores, logo atrás do motor, numa posição que o integrava completamente à estrutura da aeronave.

### Aerodinâmica e estabilidade
O Demoiselle era notoriamente instável, exigindo atenção constante do piloto. A principal característica aerodinâmica era o acentuado diedro positivo das asas, que deveria conferir estabilidade lateral passiva. Quando uma rajada de vento inclinava uma asa, a asa mais baixa apresentaria um maior ângulo de ataque, gerando mais sustentação e teoricamente restaurando o voo nivelado. No entanto, o Demoiselle possuía uma área de asa relativamente pequena e uma baixa relação de aspecto (cerca de 2.8:1), o que o tornava suscetível a entrar em estol e muito sensível a turbulências. A instabilidade longitudinal (arfagem) era também um problema, exacerbado pela curta fuselagem.
Os voos de Santos-Dumont, incluindo manobras com as mãos livres, demonstravam sua extraordinária habilidade como piloto, capaz de dominar uma máquina inerentemente instável. Esta instabilidade, contudo, era uma característica comum em muitas aeronaves pioneiras, que trocavam estabilidade por manobrabilidade.

### Sistema de propulsão
Santos-Dumont experimentou vários motores. O modelo final e mais bem-sucedido, o Nº 20, utilizou um motor Darracq de 2 cilindros opostos horizontalmente (boxer), refrigerado a água, que produzia cerca de 30 hp e pesava 54 kg. O radiador, de forma inovadora, consistia em tubos de cobre finos que serpenteavam sob a superfície das asas, utilizando o fluxo de ar para refrigeração sem adicionar arrasto significativo. O motor acionava uma hélice tratora de madeira Chauvière Intégrale de 1,98 m, conhecida por sua eficiência.

### Sistema de controle
O sistema de controle do Demoiselle era complexo e único. O piloto controlava a aeronave com todo o corpo:
- Arfagem (Pitch): Controlada por uma alavanca na mão direita do piloto, que movia o profundor da cauda para cima e para baixo.
- Guinada (Yaw): Controlada por um pequeno volante na extremidade da mesma alavanca da mão direita, que movia o leme de direção.
- Rolagem (Roll): O controle era feito por arqueamento da asa (wing warping). Os cabos de controle eram conectados a um mecanismo nas costas do piloto. Ao se inclinar para a esquerda ou para a direita, o piloto torcia as pontas das asas, aumentando a sustentação de um lado e diminuindo do outro, induzindo a rolagem.
- Acelerador: Uma pequena alavanca controlada pelo pé.[10]

Este sistema, embora funcional para Santos-Dumont, era pouco intuitivo e exigia uma coordenação motora excepcional.

## Evolução e Variantes
Santos-Dumont numerou suas aeronaves sequencialmente. Pelo menos quatro modelos foram oficialmente designados como Demoiselle.

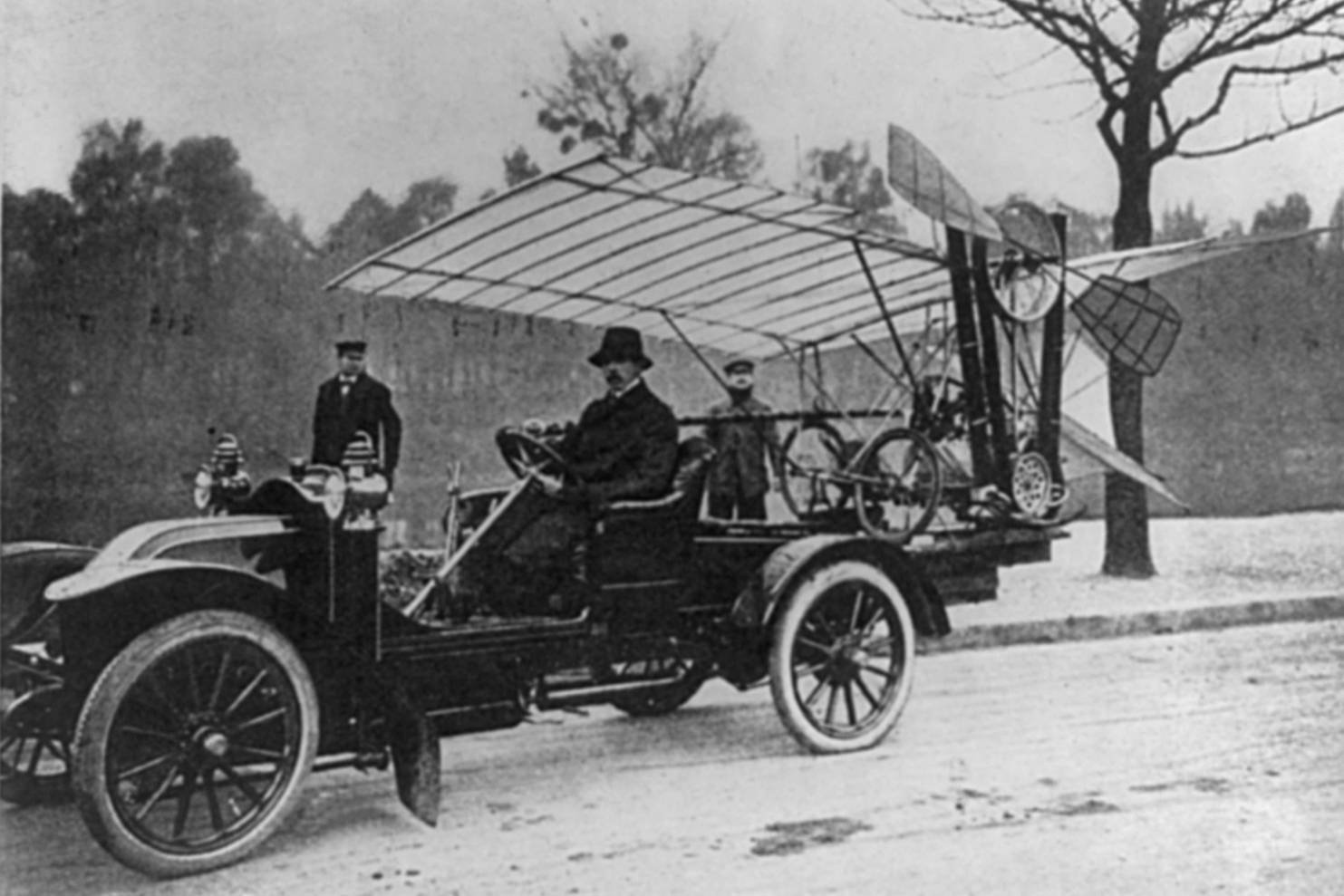
Santos Dumont com o Demoiselle Nº 20 em 1909. Esta versão se tornaria a base para a produção em série.

### Nº 19
O primeiro Demoiselle, concluído em novembro de 1907, era uma máquina minúscula, com 5,10 m de envergadura e pesando apenas 56 kg. Era impulsionado por um motor Dutheil-Chalmers de 2 cilindros opostos refrigerado a ar, produzindo 18-20 hp. A estrutura era de bambu e aço, com asas altas e um profundor montado na traseira. Crucialmente, este modelo inicial não possuía controle de rolagem (sem arqueamento das asas ou ailerons), dependendo apenas do leme para fazer curvas. Realizou seus primeiros voos curtos em Issy-les-Moulineaux nos dias 17 e 21 de novembro de 1907. Em 1908, foi danificado em uma queda pela aviadora belga Hélène Dutrieu.

### Nº 20
Aparecendo no início de 1909, o Nº 20 foi o modelo definitivo e o mais famoso. Santos-Dumont refinou o design, aumentando a envergadura para 5,50 m e instalando o motor Darracq de 30 hp, mais potente e confiável. O avanço mais significativo foi a introdução do sistema de controle de rolagem por arqueamento das asas, operado pelas costas do piloto. A fuselagem foi reforçada, e o trem de pouso simplificado para duas rodas e uma pequena derrapagem na cauda. Foi com o Nº 20 que Santos-Dumont realizou seus voos mais espetaculares e que serviu de modelo para a produção em série pela Clément-Bayard e para as cópias publicadas na revista Popular Mechanics em 1910.

### Nº 21 e Nº 22
Estes modelos, também de 1909, foram evoluções incrementais do Nº 20. O Nº 21 apresentava uma fuselagem triangular simplificada e modificações na cauda para tentar melhorar a estabilidade. O Nº 22 foi equipado com um motor Clément-Bayard de 40 hp, também de 2 cilindros opostos. Com este motor mais potente, a aeronave atingiu velocidades estimadas de até 110-120 km/h e demonstrou uma capacidade de decolagem notável, precisando de apenas 60 metros em um de seus voos recordes. Estas versões posteriores foram usadas por Santos-Dumont para seus voos de cross-country e demonstrações públicas em 1909.

## História operacional e recordes
O ano de 1909 foi o auge da carreira do Demoiselle. Santos-Dumont, voando com as versões Nº 20, 21 e 22, cativou o público e quebrou recordes.
- Voo de Cross-Country: Em 13 de setembro, ele voou os 8 km entre Saint-Cyr e Buc em apenas 5 minutos, atingindo uma velocidade média de 96 km/h, um feito notável para a época.[14]
- Recorde de Decolagem: Em 15 de setembro, estabeleceu um novo recorde mundial de decolagem, precisando de apenas 70 metros e 6,25 segundos para sair do chão.[13] Ele bateria o próprio recorde no dia seguinte, decolando em 60 metros.
- Primeiro Voo com Passageiro (Não-oficial): Durante um voo em 16 de setembro, ele carregou um peso morto de 20 kg para demonstrar a capacidade da aeronave.
- Demonstração de Estabilidade: Em 18 de setembro, após uma tempestade, Santos-Dumont decolou e, em um gesto de pura audácia e confiança, soltou os controles, acenando para a multidão com lenços em ambas as mãos, provando que, em condições ideais, a máquina podia manter-se estável por breves momentos.[15]
- Voo de Longa Distância: Em 17 de setembro, ele realizou seu voo mais longo, percorrendo 18 km de Saint-Cyr a Wideville em 16 minutos.

### Fim da carreira de piloto
A carreira de Santos-Dumont como piloto terminou abruptamente em 4 de janeiro de 1910. Durante o voo inaugural de um novo Demoiselle (provavelmente o Nº 22 com modificações), um dos estais de arame que sustentavam a asa se rompeu em pleno voo. A asa entrou em colapso e o avião caiu de uma altura de quase 30 metros. Milagrosamente, Santos-Dumont sobreviveu com ferimentos leves. O choque do acidente, no entanto, foi profundo. Ele nunca mais pilotou uma aeronave. Acredita-se que este evento, somado ao crescente uso militar da aviação e ao diagnóstico de esclerose múltipla, contribuiu para sua aposentadoria precoce e subsequente depressão.

## Produção em série e legado
A decisão de Santos-Dumont de publicar os planos do Demoiselle teve um impacto imenso. A edição de junho de 1910 da revista americana Popular Mechanics trazia um artigo intitulado "Como Construir o Famoso 'Demoiselle'", com desenhos detalhados e instruções. A revista declarava: "Esta máquina é melhor do que qualquer outra já construída para aqueles que desejam obter resultados com o menor gasto possível e o mínimo de experiência".

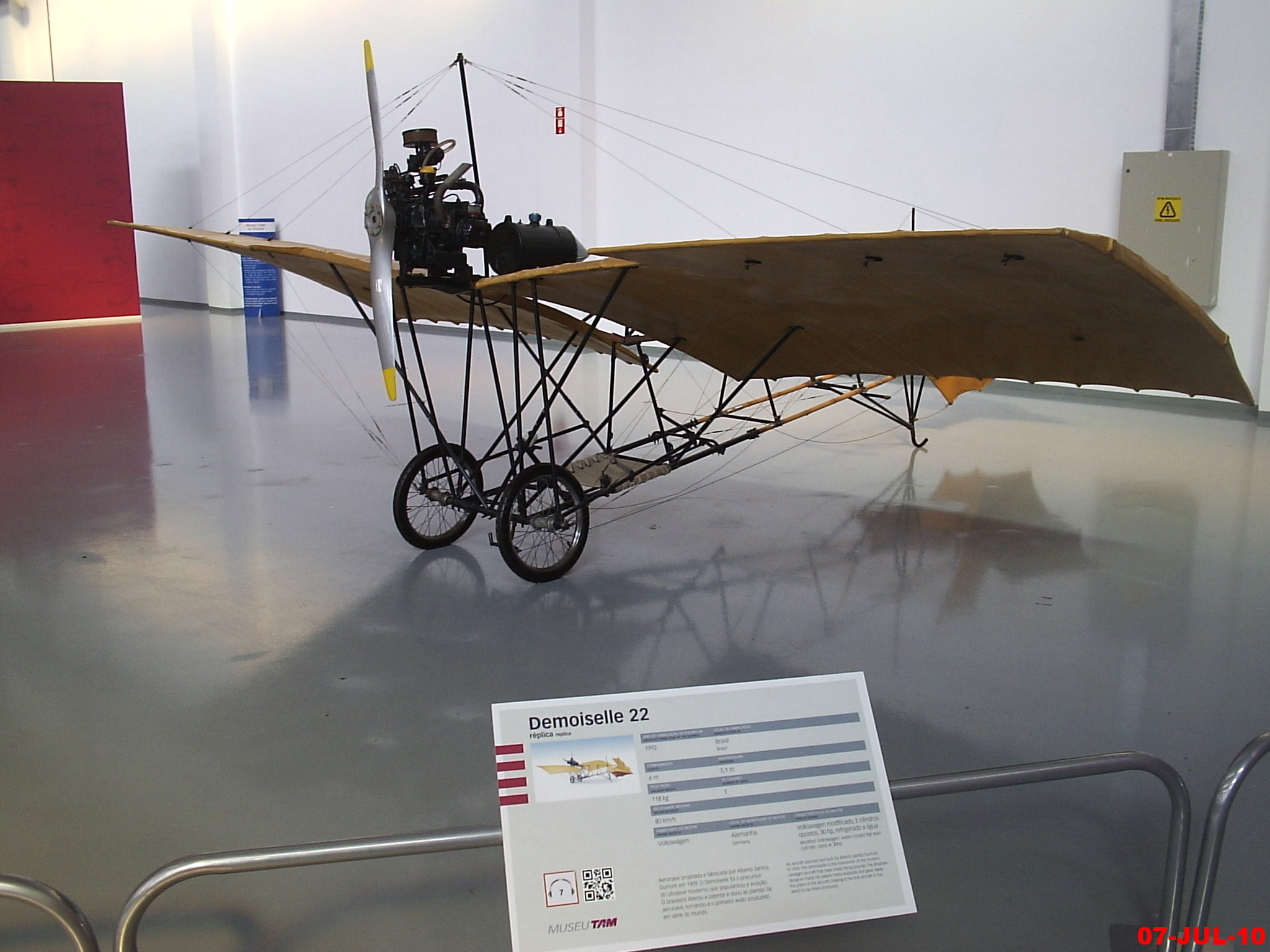
Réplica do Demoiselle No. 22 no Museu TAM. Esta versão utilizava o motor Clément-Bayard de 40 hp.

A empresa de Adolphe Clément-Bayard, um fabricante de automóveis de luxo, viu o potencial comercial e iniciou a produção em série do Nº 20. Planejaram construir 100 unidades, acabaram fabricando 50 e venderam cerca de 15, ao preço de 7.500 francos (sem motor). A empresa oferecia três opções de motor: um Clément de 20 hp, um Wright de 4 cilindros e 30 hp (provavelmente cópias licenciadas) e o potente Clément-Bayard de 40 hp, que levava o avião a quase 120 km/h. O Demoiselle tornou-se, assim, o primeiro avião disponível para compra "pronto para voar" na história.
O Demoiselle influenciou diretamente o design de aeronaves posteriores, como o Morane-Saulnier G, e estabeleceu o conceito de avião ultraleve que perdura até hoje. Inúmeras réplicas foram construídas ao longo do último século e podem ser vistas em museus de aviação em todo o mundo, incluindo o Museu Aeroespacial (MUSAL) no Rio de Janeiro, o Museu do Ar em Le Bourget, França, e o Museu Nacional do Ar e Espaço em Washington, D.C.

## Especificações por modelo
| Atributo            | Nº 19 (1907)                                 | Nº 20 (1909)                            | Nº 22 (1909)                            |
| ------------------- | -------------------------------------------- | --------------------------------------- | --------------------------------------- |
| Tripulação          | 1                                            | 1                                       | 1                                       |
| Comprimento         | 6,05 m                                       | 6,17 m                                  | 6,20 m                                  |
| Envergadura         | 5,10 m                                       | 5,50 m                                  | 5,50 m                                  |
| Altura              | 2,40 m                                       | 2,78 m                                  | 2,80 m                                  |
| Área da Asa         | 8,0 m²                                       | 9,9 m²                                  | 10,2 m²                                 |
| Peso Vazio          | 56 kg (sem motor)                            | 118 kg (com motor Darracq)              | ~130 kg (com motor Clément-Bayard)      |
| Motor               | 1 × Dutheil-Chalmers 2-cil. Boxer (18-20 hp) | 1 × Darracq 2-cil. Boxer (30 hp)        | 1 × Clément-Bayard 2-cil. Boxer (40 hp) |
| Refrigeração        | Ar                                           | Água (radiadores nas asas)              | Água (radiadores nas asas)              |
| Velocidade Máxima   | ~60 km/h                                     | 109 km/h                                | ~120 km/h                               |
| Controle de Rolagem | Não possuía                                  | Arqueamento da asa (operado pelo corpo) | Arqueamento da asa (operado pelo corpo) |
| Fontes              | [ 3 ] [ 1 ]                                  | [ 12 ]                                  | [ 2 ] [ 17 ]                            |